# Konstantinos Paparrigopulos

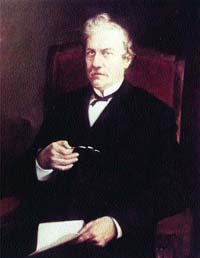
Constantine Paparregopoulus.

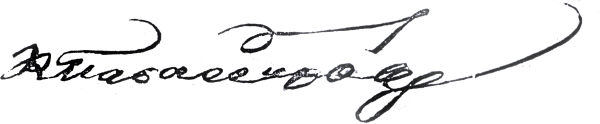

Constantine Paparrigopoulos (Κωνσταντίνος Παπαρρηγόπουλος) (1815-1891) được xem là cha đẻ của ngành nghiên cứu lịch sử Hy Lạp hiện đại. Ông đã phân tích lịch sử Hy Lạp từ thời cổ đại tới đương đại như một thể liên tục trong bộ sách nhiều tập Lịch sử Dân tộc Hy Lạp của ông, và cũng được biết đến bởi các nghiên cứu độc đáo về lịch sử Đế quốc Byzantine cũng như những lĩnh vực khác của ngành nghiên cứu về Hy Lạp.